# Dobrotvir
Dobrotvir (în ucraineană Добротвір) este o așezare de tip urban din raionul Kameanka-Buzka, regiunea Liov, Ucraina. În afara localității principale, nu cuprinde și alte sate.

## Demografie
Componența lingvistică a așezării de tip urban Dobrotvir
     Ucraineană (98,04%)
     Rusă (1,66%)
     Alte limbi (0,2%)
Conform recensământului din 2001, majoritatea populației așezării de tip urban Dobrotvir era vorbitoare de ucraineană (98,04%), existând în minoritate și vorbitori de rusă (1,66%).